# 코수멜멧밭쥐
코수멜멧밭쥐(Reithrodontomys spectabilis)는 비단털쥐과에 속하는 설치류의 일종이다. 유카탄반도 해안의 멕시코 코수멜 섬의 토착종이다. 야행성, 반수상성 동물로 울창한 이차림과 숲 가장자리 서식지에서 발견된다. 개체수가 적고 변동이 심하며 군데군데 분포한다. 포식자 야생고양이와 개, 도입종 왕뱀으로부터 위협을 받고, 도입종이자 비고유종인 설치류와 경쟁 관계에 있으며 허리케인과 섬을 위협하는 계절성 홍수 때문에 발생하는 서식지 교란으로 위협을 받고 있다.